# Phan Văn Khải
Pour les articles homonymes, voir Khai.
Phan Văn Khải, né le 25 décembre 1933 à  Cu Chi (Saïgon) et mort le 17 mars 2018 à Hô Chi Minh-Ville, est un  homme d'État vietnamien, Premier ministre du Viêt Nam du 24 septembre 1997 au 24 juin 2006. Réélu en 2002. Il a été maire de Hô Chi Minh-Ville de 1985 à 1989. 

## Biographie
Dès l'âge de 14 ans, il est membre du mouvement des enfants de la révolution. À 21 ans, Phan Văn Khải fait partie des combattants  de la résistance anticoloniale contre la France et est un sympathisant de la révolution communiste. Après les accords de Genève de 1954, il s'installe dans le nord du Viêt Nam et participe à la réforme agraire du nouveau gouvernement communiste du Viêt Nam du Nord. 
À l'âge de 26 ans, il est admis au Parti Communiste du Viêt Nam. Il termine ses études au Collège des langues étrangères de Hanoï puis étudie l'économie pendant 5 ans en URSS à l'Université de Moscou. Il revient au Viêt Nam où il intègre la haute administration en tant qu'économiste. 
En 1973, M. Khai rejoint le « Vietcong » pour former la future administration communiste du sud Viêt Nam. En 1974, il revient à Hanoï pour travailler pour le Comité de réunification national du Gouvernement. À la fin de la guerre du Viêt Nam en avril 1975 et la chute de Saïgon, il est nommé vice-directeur de la planification du comité populaire de Hô Chi Minh-Ville. 
En 1981, il devient le maire-adjoint de l'ancienne Saïgon (Ho Chi Minh Ville) puis en 1985, en est élu maire. En 1989, il est nommé au Comité national du plan. En 1991, il est nommé vice-président du conseil des ministres du gouvernement du Viêt Nam, membre du bureau politique du comité central du parti communiste et vice-premier ministre en 1992. En 1997, il est élu premier ministre et réélu en 2002. 
En juin 2005, il est le premier premier ministre du Viêt Nam communiste à se rendre aux États-Unis où il rencontre le président George W. Bush. Phan Van Khai qui avait déjà voulu démissionner auparavant et dont l'Assemblée Populaire avait rejeté sa demande a émis le souhait de passer la main en avril à son vice-premier ministre étant lui-même trop âgé et fatigué. Il ne s'est pas représenté aux élections au bureau politique du Parti communiste, centre réel du pouvoir.
Le 10e Congrès du Parti communiste vietnamien étant consacré en grande partie au renouvellement de la classe politique a permis à Phan Van Khai de proposer sa démission au président de l'État, Trần Đức Lương, qui l'a soumise au vote parlementaire. L'Assemblée populaire l'ayant acceptée, Phan Van Khai a quitté ses fonctions le 24 avril 2006.